# Dezső Szentgyörgyi
Dezső Szentgyörgyi (Kőkút, 6 gennaio 1915 – Copenaghen, 28 agosto 1971) è stato un militare e aviatore ungherese,  asso dell'aviazione da caccia nel corso della seconda guerra mondiale abbattendo individualmente 32 aerei nemici e 1 probabile nel corso di 200 missioni .

## Biografia
Nacque il 6 gennaio 1915 con il nome di Dezső Szánti. Suo padre in seguito cambiò il suo cognome in Szentgyörgyi, ed egli completò gli studi a Enyingen iniziando a lavorare quindi come fabbro.
Si arruolò nella Magyar Királyi Honvéd Légierő all'età di 18 anni e prestò giuramento nella Guardia Nazionale il 3 settembre 1933. Desiderava diventare pilota di caccia, ma a causa della mancanza di un'istruzione adeguata inizialmente fu assunto come meccanico aeronautico per poi diplomarsi con ottimi voti presso la Scuola meccanici. Gli fu quindi data la possibilità di prendere parte all'addestramento dei piloti, frequentando una scuola biennale per piloti a Székesfehérvár, diplomandosi nel 1938 con ottimi voti.
Divenuto pilota militare fu assegnato al 1/2. Ludas Matyi, equipaggiato con il caccia Fiat C.R.32. Il 24 marzo 1939 subì il battesimo del fuoco, accompagnando con la sua squadriglia gli aerei che bombardarono Igloo durante il breve conflitto contro il nuovo stato della Slovacchia. Nella primavera del 1941 frequentò un corso di pilotaggio per i caccia Reggiane Re.2000 Heja in Italia.
Nell'estate del 1942 fu assegnato al 1/1 Dongó schierato sul fronte orientale contro l'Unione Sovietica. Eseguì la sua prima missione di combattimento l'8 luglio 1942 volando su un Re.2000 Héja, passando poi a pilotare i Messerschmitt Bf 109F. Conseguì la sua prima vittoria aerea il 7 agosto 1942 a spese di un bombardiere Heinkel He 111 della Luftwaffe, il cui equipaggio riuscì fortunatamente a sopravvivere. Il 7 ottobre 1942 il 1/1 Dongó iniziò la transizione al pilotaggio dei Bf 109F-4. Successivamente il reparto effettuò un gran numero di sortite con gli aerei utilizzati come cacciabombardieri, i combattimenti aerei si svolsero meno frequentemente. Ha volato la sua 50ª missione il 12 dicembre 1942. Il 26 giugno 1943, durante la sua 92ª missione, riuscì ad abbattere il suo primo aereo sovietico, un caccia Yakovlev Yak-1. Effettuò la sua ultima missione sul fronte orientale il 7 agosto 1943, e all'epoca aveva effettuato 142 missioni e abbattuto altri 6 aerei sovietici, 3 caccia Lavochkin La-5, 2 cacciabombardieri Ilyushin Il-2 e 1 Petlyakov Pe-2.
Il 1 maggio 1944 fu istituita la 101. Honi Légvédelmi Vadászrepülő Osztály, ed egli fu assegnato al 101/2 Retek. Abbatté il suo primo aereo americano, un caccia Lockheed P-38 Lightning, il 14 giugno 1944, cui seguì un North American P-51 Mustang il 26 giugno. Abbatté 4 bombardieri pesanti Consolidated B-24 Liberator tra il luglio e l'agosto 1944. Fu promosso alfiere il 16 novembre 1944, e nel marzo 1945 aveva effettuato la sua 200ª missione di guerra abbattendo altri 17 aerei sovietici, l'ultimo, un caccia Yakovlev Yak-9, il 16 aprile 1945. Decorato con la medaglia d'oro al valor militare il 15 marzo 1945, quando il conflitto terminò aveva conseguito 32 vittorie in 200 missioni.
Il 3 maggio 1945 fu fatto prigioniero di guerra dalle truppe americane. Rientrato in Ungheria, tra il 1946 e il 1949 fu pilota per la Magyar–Szovjet Polgári Légiforgalmi Részvénytársaság, si sposò e diede alla luce il giovane Dezső. Nel 1950 fu arrestato con false accuse e fu rilasciato solo nel 1956. Dal 1957 divenne pilota presso la compagnia aerea Malév. Perse la vita in un incidente aereo a Copenaghen il 28 agosto 1971, quando lo Ilyushin Il-18V (HA-MOC) precipitò in mare durante la fase di atterraggio. La salma riposa nel cimitero di Farkasrét a Budapest.

### Annotazioni
1. ↑  Il suo grande prestigio professionale era dovuto non solo alle sue vittorie aeree, ma anche al fatto che volava in modo eccellente e non faceva distruggeva mai un aereo per suo errore. Fu uno dei pochi piloti che non venne mai abbattuto o il suo aereo colpito da un proiettile.

### Fonti
1. ↑  Punka 2002, p. 19.
2. 1 2 3 4 5 6 7 8 9 10  Ciel de Gloire.
3. 1 2  Punka 2002, p. 45.
4. 1 2 3 4 5 6 7 8 9 10 11 12 13 14 15  Pumaszallas.
5. ↑  Punka 2002, p. 8.
6. ↑  Punka 2002, p. 15.
7. ↑  Punka 2002, p. 49.